# Уделенское (Запорожский район)
Уделенское (укр. Уділенське) — село,
Марьевский сельский совет,
Запорожский район,
Запорожская область,
Украина.
Код КОАТУУ — 2322185704. Население по переписи 2001 года составляло 19 человек.

## Географическое положение
Село Уделенское находится на одном из истоков реки Нижняя Хортица,
на расстоянии в 1,5 км расположены сёла Смоляное и Запорожская Балка (Томаковский район).
К селу примыкает массив садовых участков.

## История
- 1910 год — дата основания как село Зоки.
- В 1968 году переименовано в село Уделенское.